# Fred Korematsu
 (avril 2019).
Si vous disposez d'ouvrages ou d'articles de référence ou si vous connaissez des sites web de qualité traitant du thème abordé ici, merci de compléter l'article en donnant les références utiles à sa vérifiabilité et en les liant à la section « Notes et références ».
Fred Toyosaburo Korematsu, (en japonais : 是松 豊三郎), né le 30 janvier 1919, décédé le 30 mars 2005, doit sa notoriété au fait d'avoir contesté jusqu'en Cour suprême des États-Unis la constitutionnalité de l'internement des Japonais-américains sur la côte ouest américaine pendant la Seconde Guerre mondiale. Il était lui-même l'un des nombreux citoyens américains d'origine japonaise de la côte ouest pendant la guerre à avoir été contraints à l'internement. Quelque temps après l'attaque de la marine impériale japonaise sur Pearl Harbor, le président Franklin D. Roosevelt avait émis le décret présidentiel 9066, autorisant le secrétaire de la Guerre Henry L. Stimson à exiger que tous les résidents d'origine japonaise habitant la « zone d'exclusion de la côte ouest » se signalent aux camps d'internement prévus à cet effet. Le jugement en Cour suprême dans l'affaire Korematsu v. États-Unis d'Amérique fait partie des décisions les plus controversées rendues par la plus haute instance judiciaire du pays en matière de discrimination raciale.

## Biographie
Fred Korematsu naquit en 1919 de parents japonais à Oakland, en Californie, où il grandit tout en travaillant sur la terre familiale. Étant né en sol américain, il profitait depuis sa naissance de la citoyenneté américaine par jus soli.

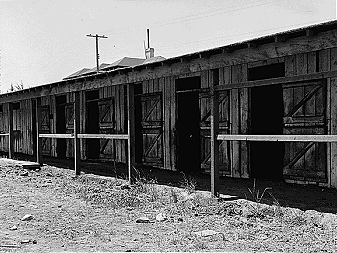
Anciens étables à chevaux convertis en lieu d'internement d'américains d'origine japonaise à San Bruno en Californie (1942)

Lorsque le général John DeWitt, chargé de la défense de la côte ouest, ordonna aux individus d'origine japonaise (citoyens américains ou non) de se présenter aux Centres de rassemblement en vue d'être réacheminés vers les camps, Fred Korematsu refusa de se conformer et tenta de se dérober aux procédures. Il choisit délibérément de violer le décret d'exclusion civile pour éviter l'éloignement forcé de son amie de cœur (une italo-américaine). Il employa un nom d'emprunt et dissimula ses origines japonaises en prétextant plutôt des origines hawaïenne et espagnole. Il fut néanmoins capturé le 30 mai 1942, puis inculpé en cour fédérale. Le jugement lui étant défavorable, il porta la cause en cour d'appel mais le verdict fut maintenu. Il se tourna alors en ultime recours vers la Cour suprême qui rendit sa décision le 18 décembre 1944.

### Korematsu v. États-Unis
Rédigée par le juge Hugo Black, la décision majoritaire (à 6 contre 3) débouta à nouveau Korematsu. Le jugement déclara que, bien que constitutionnellement discutable, l'exclusion forcée était justifiée par les circonstances exceptionnelles (of emergency and peril) inhérentes à la guerre et à la défense nationale. La Cour ne se prononça toutefois pas sur la loyauté de Korematsu, ni à savoir si la restriction des libertés civiles d'un groupe ethnique s'avérait légitime. Elle limita plutôt son opinion à la constitutionnalité de ces restrictions.  
Néanmoins, dans un autre jugement, la Cour rendit en décembre 1944 une décision plus favorable aux internés. La décision nommée Ex Parte Endo (en) libéra une citoyenne d'origine japonaise, Mitsuye Endo, des camps d'internement parce que le département de la justice et le War Relocation Authority (en) (l'agence civile chargée de la relocalisation et l'internement des Japonais) concédèrent que Mme Endo était une citoyenne «loyale et respectueuse des lois» (loyal and law-abiding). La Cour détermina qu'aucun pouvoir n'était conféré de détenir des citoyens plus longtemps que nécessaire pour discerner les citoyens loyaux des citoyens déloyaux. Il faut toutefois noter que la décision Endo, contrairement au cas Korematsu, ne se prononça pas sur la constitutionnalité de la détention initiale en tant que telle.

### Suite et après-coup au jugement
La commission spéciale d'enquête mise sur pied par le président Jimmy Carter en 1980 désavoua les conclusions de la Cour suprême dans l'affaire Korematsu. Elle établit que la décision de déplacer les individus d'origine japonaise dans des camps de prisonniers s'expliquait par « le préjugé racial, l'hystérie de guerre et les ratés du leadership politique », non par des nécessités de défense. En 1988, le Congrès présenta ses excuses aux survivants et leur accorda une compensation personnelle de 20 000 $ par prisonnier toujours vivant. 
La condamnation de Korematsu fut renversée en 1983. Un avocat, Peter Irons, découvrit que l'adjoint du ministre de la Justice des États-Unis, Charles Fahy, avait délibérément soustrait des dossiers certains rapports du FBI et des renseignements militaires concluant que les citoyens d'origine japonaise ne constituaient pas de véritable risque pour la sécurité nationale. Irons et un groupe d'avocats soumirent une pétition en cour fédérale pour que l'erreur judiciaire soit reconnue et que soit renversée la condamnation de Korematsu. La juge Marilyn Hall Patel estima ces informations cruciales d'autant que le jugement retenu par la Cour suprême s'avérait fondé sur de fausses informations. Elle n'a toutefois pas explicitement renversé la décision rendue en 1944. 
Le président Bill Clinton décora Fred Korematsu de la médaille présidentielle de la Liberté en 1998. 
Korematsu s'opposa fortement au profilage racial et à l'internement sans procès à la prison de Guantanamo. Il soumit notamment des amici curiae dans les cas de Rasul v. Bush (en) et Rumsfeld v. Padilla (en) en s'opposant au sacrifice des libertés civiles pour des motifs de supposés nécessités militaires.

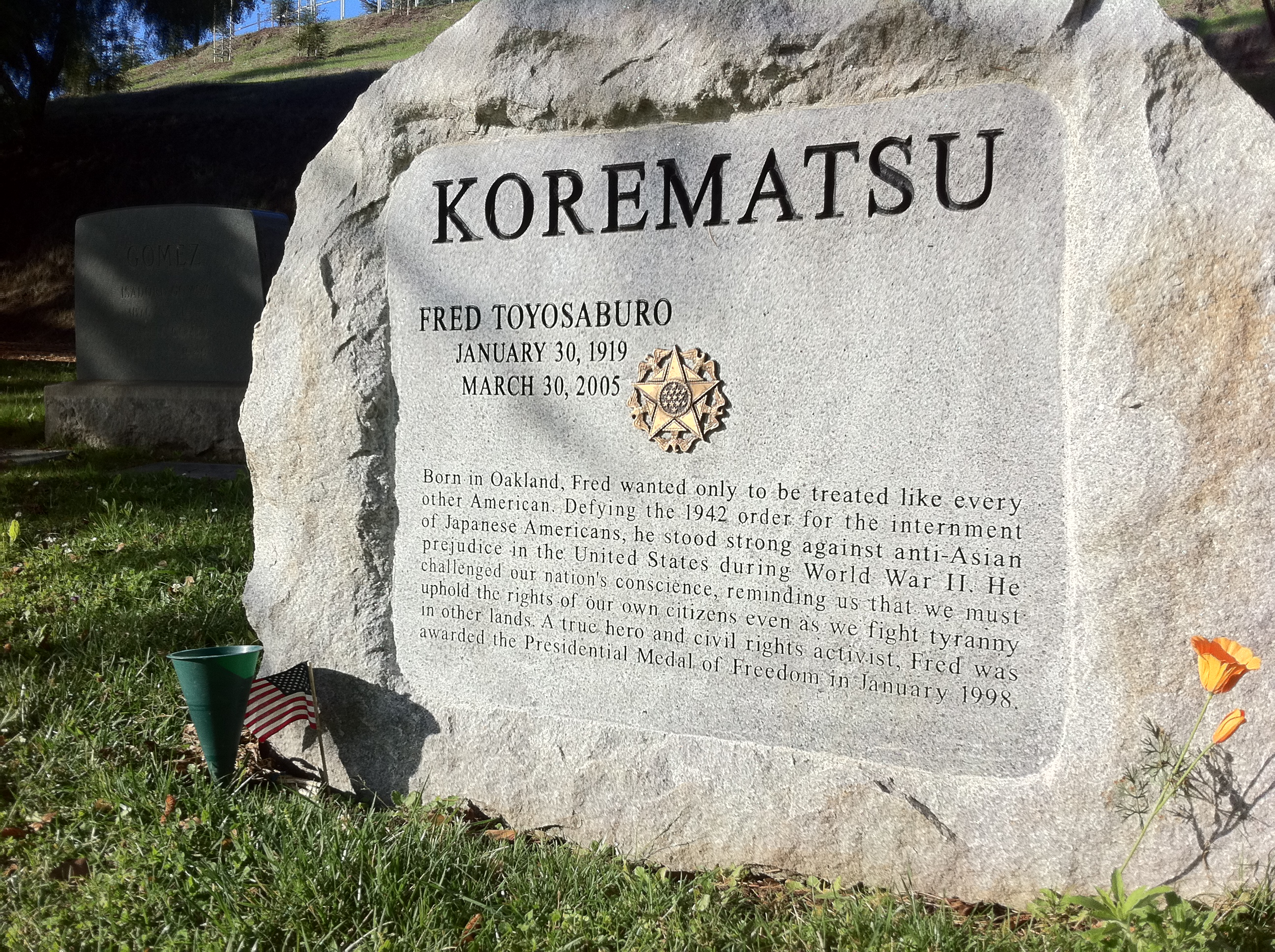
Tombe de Fred Korematsu au cimetière de Mountain View à Oakland en Californie, avec une réplique de la médaille présidentielle de la Liberté qui lui a été décerné par Bill Clinton en 1998

Il mourut chez lui dans le comté de Marin, en Californie, le 30 mars 2005 à la suite de défaillances respiratoires.